# Habib Ammar (1967)
Pour les articles homonymes, voir Habib Ammar et Ammar.
Habib Ammar (arabe : الحبيب عمار), né en 1967 à Tunis, est un haut fonctionnaire et homme politique tunisien. Il est ministre du Tourisme de 2020 à 2021.

## Biographie
Fils d'Abdelhamid Ammar, cadre au Parti socialiste destourien, directeur au ministère de la Jeunesse et des Sports et ambassadeur, il est le frère du diplomate Nabil Ammar et du banquier Khalil Ammar. Il est titulaire d'un diplôme du cycle supérieur de l'École nationale d'administration et d'une maîtrise en sciences de gestion, option finance internationale, de l'université Paris-Dauphine.
De plus, il est titulaire d'un diplôme de l'Institut de défense nationale (2009-2010) et d'un master exécutif du programme Hubert-Humphrey (2002-2003).
Durant son parcours professionnel, il occupe, à partir de 2005, plusieurs fonctions au sein du ministère du Tourisme. Il a été directeur général de l'Office national du tourisme tunisien de 2010 à 2014 et chef de cabinet auprès du ministre du Tourisme entre 2008 et 2010. Il a aussi occupé le poste de directeur du bureau de la mise à niveau touristique au même ministère, de 2005 à 2008.
Le 2 septembre 2020, il est lui-même nommé ministre du Tourisme dans le gouvernement de Hichem Mechichi. Après le limogeage du ministre des Affaires culturelles, Walid Zidi, Ammar est nommé par le chef du gouvernement pour assurer également l'intérim à la tête de ce ministère.